# Iqraam Rayners
Iqraam Rayners (Ciudad del Cabo, 19 de diciembre de 1995) es un futbolista sudafricano que juega en la demarcación de delantero para el Mamelodi Sundowns FC de la Liga Premier de Sudáfrica.

## Selección nacional
Tras jugar en la selección de fútbol sub-23 de Sudáfrica, finalmente hizo su debut con la selección absoluta el 5 de julio de 2023 en un encuentro de la Copa COSAFA 2023 contra Namibia que finalizó con un resultado de empate a uno tras un gol de Rowan Human para Sudáfrica, y de Elmo Kambindu para Namibia.

## Clubes
| Club                 | País      | Año       | Partidos | Goles |
| -------------------- | --------- | --------- | -------- | ----- |
| Santos FC            | Sudáfrica | 2014-2017 | 58       | 5     |
| Stellenbosch FC      | Sudáfrica | 2017-2020 | 81       | 36    |
| SuperSport United FC | Sudáfrica | 2020-2023 | 58       | 5     |
| Stellenbosch FC      | Sudáfrica | 2023-2024 | 55       | 32    |
| Mamelodi Sundowns FC | Sudáfrica | 2024-     | 46       | 24    |

### Distinciones individuales
| Distinción                                                          | Año  |
| ------------------------------------------------------------------- | ---- |
| Jugador del partido vs Ulsan HD - Copa Mundial de Clubes de la FIFA | 2025 |